# Башкино (деревня, Московская область)
Башкино́ — деревня в Наро-Фоминском районе Московской области в составе сельского поселения Атепцевское.

## География
Рядом с деревней протекает река Истья.
В 2 километрах к северу-западу от деревни расположена одноимённая железнодорожная платформа.

## Население
| 2002 | 2006 | 2010 |
| ---- | ---- | ---- |
| 101  | ↘92  | ↘59  |